# Соціал-демократична партія (Молдова)
Соціал-демократична партія (рум. Partidul Social Democrat) — лівоцентристська, соціал-демократична політична партія у Молдові.

## Голови СДП
- Оазу Нантой (13.05.1990 — 26.02.1995)
- Анатол Церану (26.02.1995 — 1998)
- Оазу Нантой (1998 — 01.02.2004)
- Іон Мушук (01.02.2004 — 04.11.2006)
- Едуард Мушук (04.11.2006 — 22.12.2007)
- Думітру Брагіш (22.12.2007 — 17.04.2010)
- Віктор Шелін (17.04.2010 — теперішній час)

## Керівництво партії
- Голова СДП — Віктор Шелін
- Генеральний Секретар СДП — Сергій Коропчану

## Результати на виборах
- На парламентських виборах 27 лютого 1994 СДПМ отримала 3,66% голосів виборців.

На загальних місцевих виборах 1995 року Соціал-демократична партія Молдови брала участь самостійно.
- - Муніципальні та районні ради — 3,56% голосів і 39 мандатів.
  - Міські та сільські ради — 2,82% голосів і 273 мандата.
  - 23 кандидати партії були обрані примарами.
- На парламентських виборах 22 березня 1998 СДПМ отримала 1,86% голосів виборців.

На загальних місцевих виборах 1999 року СДПМ брала участь у складі Виборчого блоку «Соціал-демократичний союз "Furnica-Speranţa"».
- - Муніципальні ради та ради повітів — 5,68% голосів і 16 мандатів.
  - Міські та сільські ради — 4,93% голосів і 249 мандата.
  - 18 кандидатів блоку були обрані примарами.
- На дострокових парламентських виборах 25 лютого 2001 СДПМ отримала 2,47% голосів виборців.

На загальних місцевих виборах 2003 року Соціал-демократична партія Молдови брала участь в блоці з Соціал-ліберальною партією Молдови.
- - Муніципальні та районні ради — 4,43% голосів і 38 мандатів
  - Міські та сільські ради — 4,72% голосів і 500 мандатів
  - 44 кандидати блоку були обрані примарами.
- На парламентських виборах 6 березня 2005 СДПМ отримала 2,92% голосів виборців.

На загальних місцевих виборах 2007 року Соціал-демократична партія брала участь самостійно.
- - Муніципальні та районні ради — 4,78% голосів і 36 мандатів
  - Міські та сільські ради — 3,38% голосів і 294 мандатів
  - 15 кандидатів партії були обрані примарами.
- На парламентських виборах 5 квітня 2009 СДП отримала 3,70% голосів виборців.
- На дострокових парламентських виборах 29 липня 2009 СДП отримала 1,86% голосів виборців.
- На дострокових парламентських виборах 28 листопада 2010 СДП отримала 0,59% голосів виборців.

На загальних місцевих виборах 2011 року Соціал-демократична партія брала участь самостійно.
- - Муніципальні та районні ради — 0,90% голосів і 6 мандатів
  - Міські та сільські ради — 0,98% голосів і 58 мандатів
  - 2 кандидати партії були обрані примарами.